# كروتون (تشيشير)
كروتون (بالإنجليزية: Croughton, Cheshire)‏ هي قرية و أبرشية مدنية تقع في المملكة المتحدة في تشيشير.